# Frauwüllesheim
Frauwüllesheim ist ein kleiner Ort in Nordrhein-Westfalen, gelegen im Kreis Düren in der Gemeinde Nörvenich.

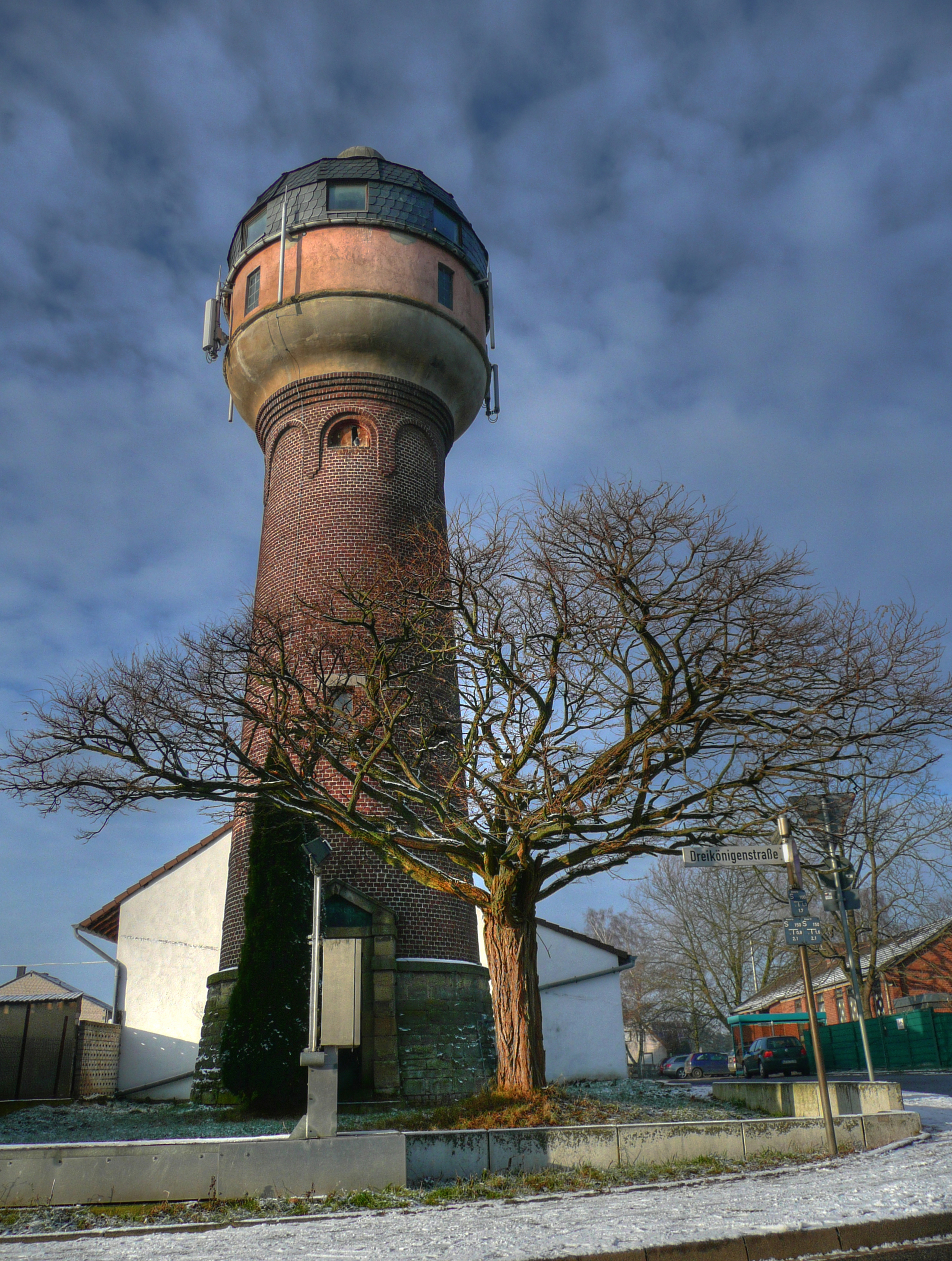
Ehemaliger Wasserturm

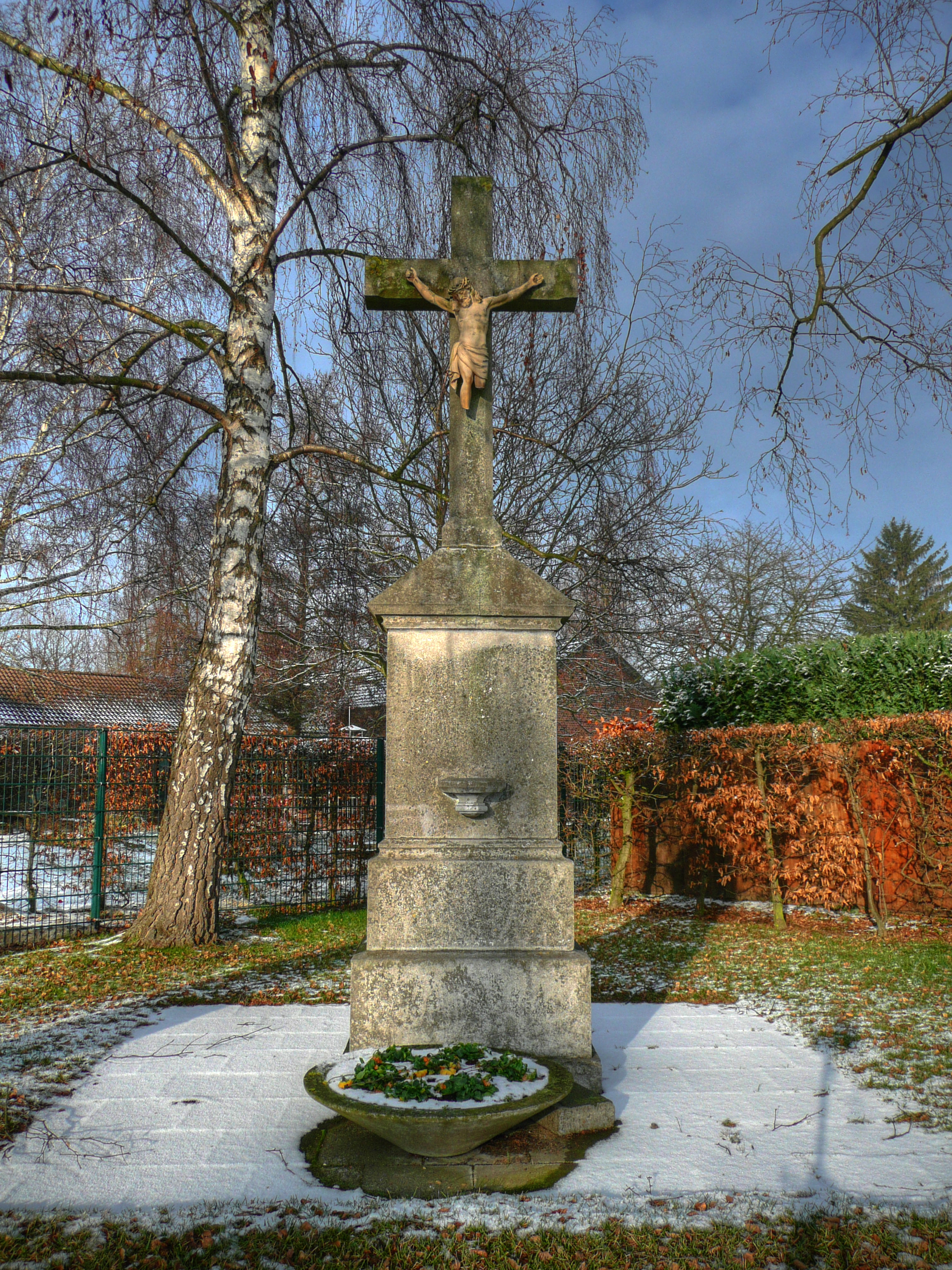
Hochkreuz im Ort

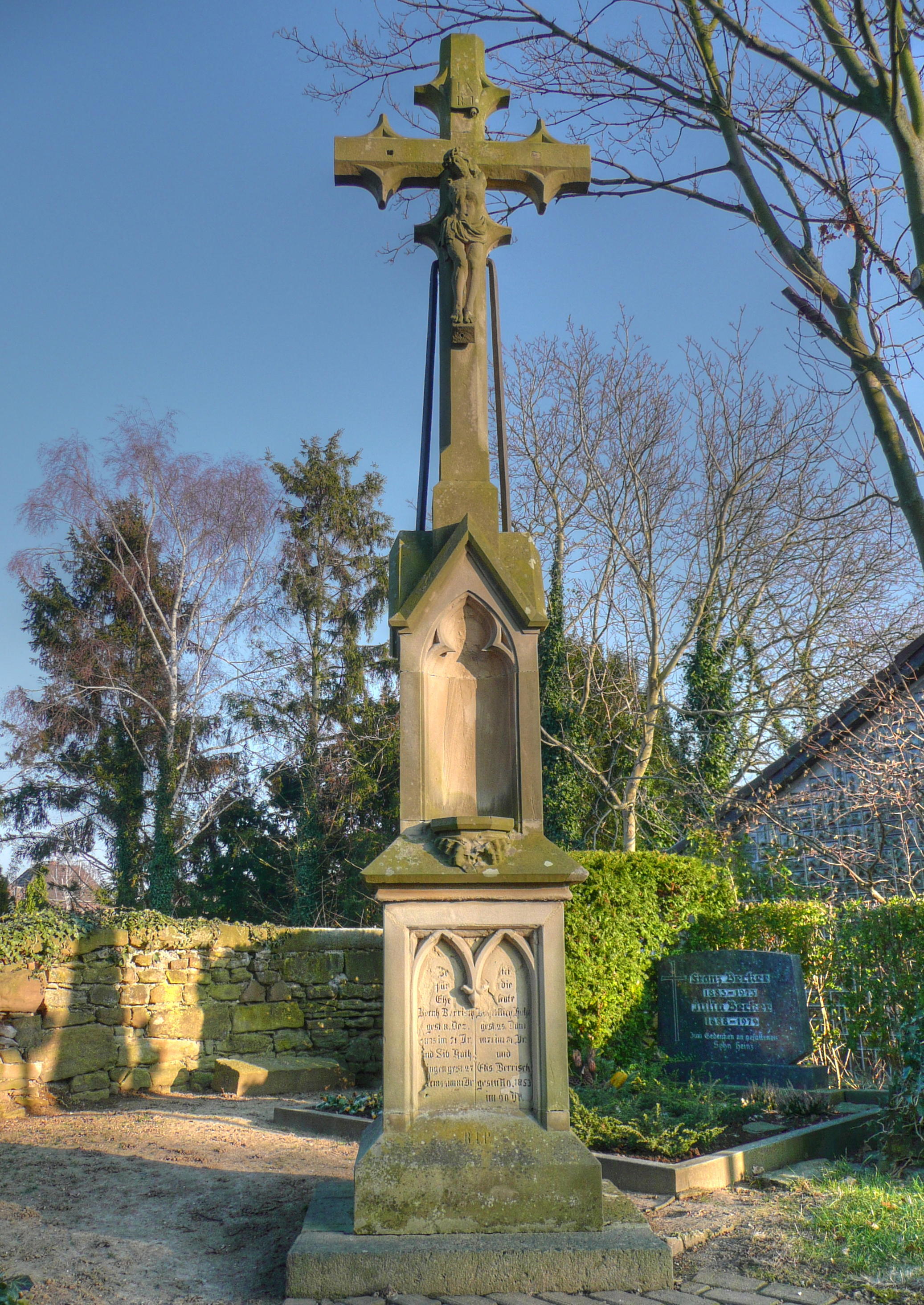
Hochkreuz aus dem 19. Jahrhundert auf dem Kirchhof

## Geschichte

### Gründung des Ortes
Für die Ursprünge Frauwüllesheims gibt es nur wenige verstreute schriftliche Quellen. Über Details der Gründung des Ortes gibt es nur Vermutungen. Archäologische Funde aus der Vorzeit, den Stein- und Metallzeiten sowie der Römerzeit fehlen. Erst der Ortsname Frauwüllesheim führt etwas weiter.

### Mittelalter
Für Siedlungen, die in ihren Namen die „heim“-Endung haben, nimmt man an, dass sie von den Franken gegründet wurden, als sie im fünften nachchristlichen Jahrhundert die Römer endgültig aus dem Land verdrängten und hier sesshaft wurden. Die Ortsnamenforschung führt das in Urkunden des 10. bis 13. Jahrhunderts Wulvesheim, Wudesheim, Wolluensheim, Wluensheim geschriebene Wort auf den fränkischen Personennamen Wulf zurück. Im heutigen Frauwüllesheim müsste sich danach ein fränkischer Herr mit diesem Namen angesiedelt haben. Wann dies geschah, sogleich nach der fränkischen Besitzergreifung oder Jahrzehnte später, ist nicht zu ermitteln. Es dürfte aber feststehen, dass das Land um Frauwüllesheim dem merowingischen Herrscherhaus gehörte, also Königsgut war. Plektrudis, die Gemahlin Pippin des Mittleren, der 714 verstarb, hat um 690 in Köln eine Kirche mit Frauenkonvent gegründet, später und bis heute „St. Maria im Kapitol“ genannt. Diese Stiftung hat die Herrscherin mit Gütern ausgestattet, darunter waren auch Schenkungen in Frauwüllesheim, wie eine Inschrift auf ihrem nicht mehr vorhandenen Sarkophag in Maria im Kapitol bekundet haben soll.
Dies könnte eine erste urkundliche Erwähnung für Frauwüllesheim in der Mitte des 8. Jahrhunderts sein, in der der Sarkophag entstanden sein dürfte. Eine weitere steinerne Urkunde, rund vierhundert Jahre später eingemeißelt und ebenfalls nicht mehr vorhanden, gab es aus dem Jahre 1123 als Weiheinschrift am Hauptaltar der Kirche in Frauwüllesheim.

### Frauwüllesheim und Jakobwüllesheim
Zurückblickend zum Ortsnamen sei noch bemerkt, dass die Unterscheidungen „Jakob“ und „Frau“ zu Wüllesheim sehr viel später zur Unterscheidung von Jakobwüllesheim und Frauwüllesheim von den Kapellenpatrozinien abgeleitet wurden, wobei Frauwüllesheim auf die ursprüngliche Bezeichnung „Unser vrauwen willesheim“, auch „Unser lieben Frauenwüllesheim“, zurückgeht. Dabei standen die Worte „Unsere liebe Frau“ für den Namen Mariä, der Mutter Jesu, wie es heute noch mit „Onze lieve Vrouw“ im niederländischen Sprachgebrauch üblich ist. Die Wahl des Patroziniums aber dürfte von den Ordensfrauen von Maria im Kapitol beeinflusst, wenn nicht bestimmt worden sein.

### Zweiter Weltkrieg

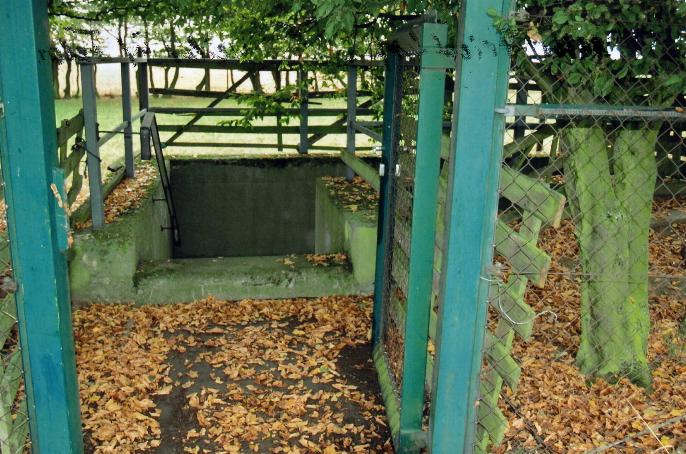
Bunkereingang Isweiler

Am 28. Februar 1945 zogen amerikanische Truppen in das Dorf ein, nachdem sie die Rur überquert hatten. Der Krieg war damit für diese Region beendet.
In der Nähe der Wohnschaft Isweiler, etwa 800 m von Frauwüllesheim entfernt, befindet sich der einzig erhaltene Bunker Isweiler des Typs K. Er gehörte zur Luftverteidigungszone West, wurde 1938/39 erbaut und Anfang der 1970er Jahre durch die Kreisverwaltung Düren als Ausweichsitz für den Katastrophenschutz im Verteidigungsfall ausgebaut. Anfang der 1990er Jahre wurde der Bunker für diesen Zweck nicht mehr benötigt und an die Gemeinde Nörvenich verkauft, die ihn zunächst als Aktenlagerraum benutzte und letztendlich in die Obhut des Heimat- und Geschichtsvereines übergab.

### Schulwesen

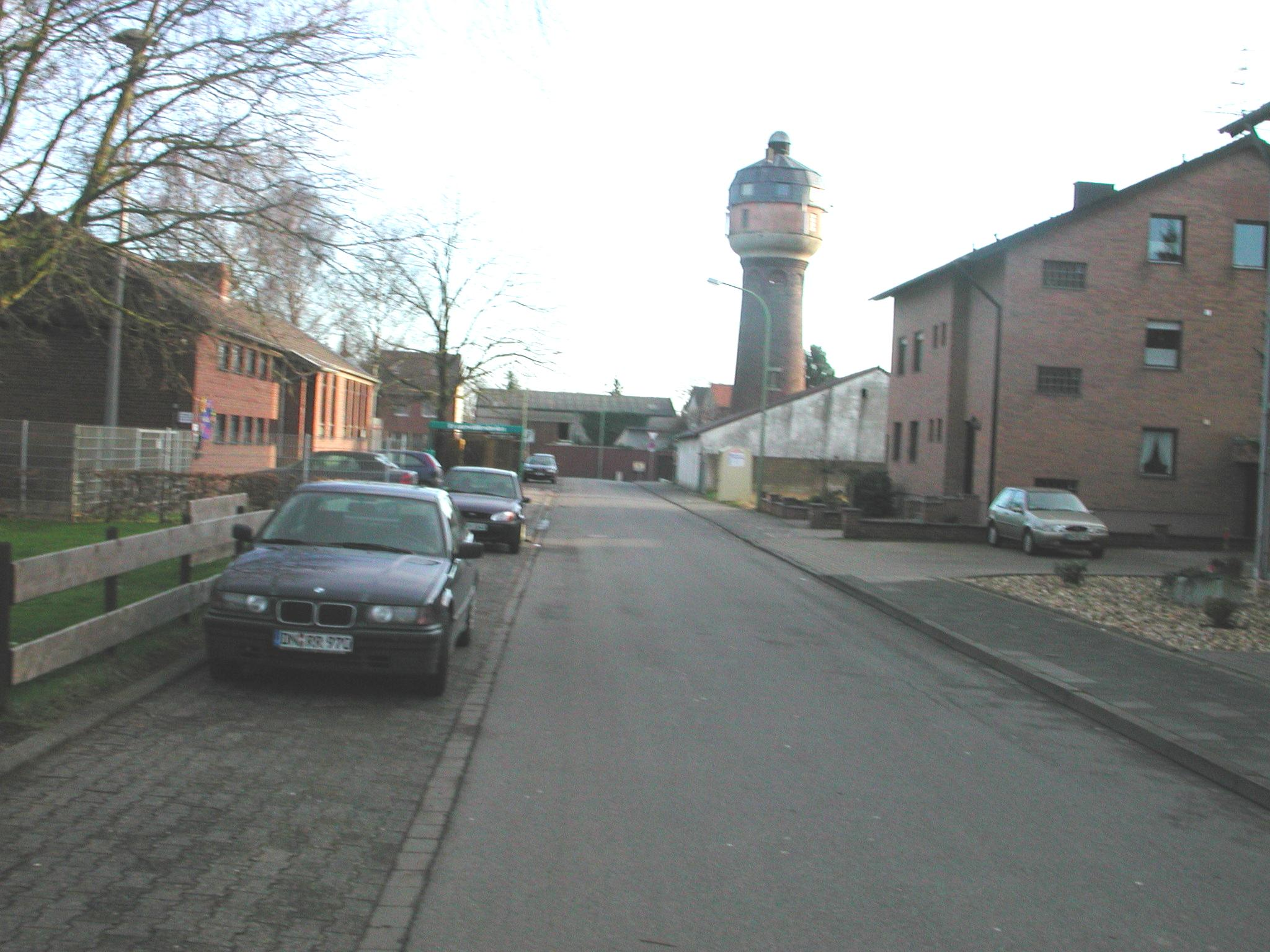
Links der Kindergarten, ehemals Schule

Reiner Krux wird im Jahr 1823 als erster Lehrer und Küster an der katholischen Volksschule Frauwüllesheim erwähnt. Der Nachfolger war sein Neffe, der 1868 verstarb. Danach folgte Lehrer Balg. Richard Mayntz arbeitete bis 1872 im Ort. Vor 1881 bis zu seinem Ruhestand am 1. April 1920 war Aloys Lehrmacher Lehrer an der Volksschule (früher begann das Schuljahr immer Ostern bzw. am 1. April). Michael Deutschen unterrichtete 29 Jahre lang, nämlich vom 1. Mai 1920 bis Januar 1949. Maria Claßen war vom 1. April 1920 bis zum 31. März 1929 als Lehrerin tätig. Nach Michael Deutschen kam Gregor Kuhn vom 1. Januar 1949 bis 1. Oktober 1950. Vom 16. November 1950 bis 1. Mai 1954 war Peter Schlemmer Lehrer in Frauwüllesheim. Irmgard Ganswindt unterrichtete vom 11. Mai 1951 bis zum 1. November 1953. Daran anschließend kam Hugo Weßler vom 16. November 1953 bis zum 31. März 1954. Sophie Fründt war drei Jahre an der Schule, nämlich vom 1. September 1954 bis zum 16. April 1957. Nur ein Jahr, nämlich vom 1. Februar 1955 bis zum 1. Mai 1956, arbeitete Peter Fischer in Frauwüllesheim. Robert Fuhrmann begann seine Lehrertätigkeit am 1. Januar 1956 und blieb bis 1957. Am 16. April 1957 folgte Josef Claßen bis zum Jahr 1959. Gretel von Lengerich, die durch Heirat später Becker hieß, unterrichtete vom 1. Mai 1957 bis zum Sommer 1958. Elsa Mönnich kam vom 11. August 1958 bis zum 5. Mai 1961. Waldemar Schottmüller war vom 25. April 1961 bis zum 22. März 1968 tätig. Vom 5. Februar 1960 bis 3. September 1962 war Erich Fiedler Lehrer in Frauwüllesheim. Martha Neffgen kam Ostern 1963 und war bis zum 8. Juli 1968 tätig. Franz Josef Neffgen war die letzte Lehrperson vor der Schließung der Schule vom 1. April 1964 bis zum 8. Juli 1968. Mit dem Schuljahr 1967/1968 endete die Volksschulzeit in Frauwüllesheim. Heute müssen die Grundschulkinder mit dem Schulbus nach Eschweiler über Feld in die Albertus-Magnus-Grundschule fahren.
Heute ist in dem Neubau der Schule der gemeindliche Nikolaus-Kindergarten untergebracht.

### Neuzeit
Am 1. Januar 1969 wurde Frauwüllesheim nach Nörvenich eingemeindet.

### Einwohnerentwicklung
| Bevölkerungsentwicklung |               |  |      |               |  |      |               |
| Jahr                    | Einwohnerzahl |  | Jahr | Einwohnerzahl |  | Jahr | Einwohnerzahl |
| 1885                    | 375           |  | 1905 | 293           |  | 1925 | 381           |
| 1945                    | 317           |  | 1955 | 566           |  | 1965 | 530           |
| 1975                    | 487           |  | 1985 | 611           |  | 1995 | 713           |
| 2005                    | 750           |  | 2010 | 699           |  | 2015 | 718           |

## Wappen
In blau eine silberne Lilie mit goldenem Bund, umrahmt von einem goldenen Vierpass.
Die heraldische Lilie, Attribut der Muttergottes, deutet an, dass diese die Pfarrpatronin der Gemeinde ist, Mariä Heimsuchung. „Die kleine Kirche zu Frauwüllesheim rechnet“, so sagen die Kunstdenkmäler der Rheinprovinz, „zu den feinsten und sorgfältigsten durchgeführten, frühgotischen Bauwerken der Rheinlande, die unter dem Einfluss der Kölner Hütte stehen“. Das Langhaus zeigt große, viergeteilte Spitzbogenfenster, im Couronnement Kreis mit Vierpass. Einem Vorschlage des Hauptstaatsarchives Düsseldorf folgend, ist die für das Gemeindewappen Frauwüllesheim vorgesehene silberne Lilie mit einem goldenen Vierpass umgeben worden, was die enge Verbundenheit der Bevölkerung mit ihrer künstlerisch hochwertigen Kirche zeigen soll.

## Verkehr

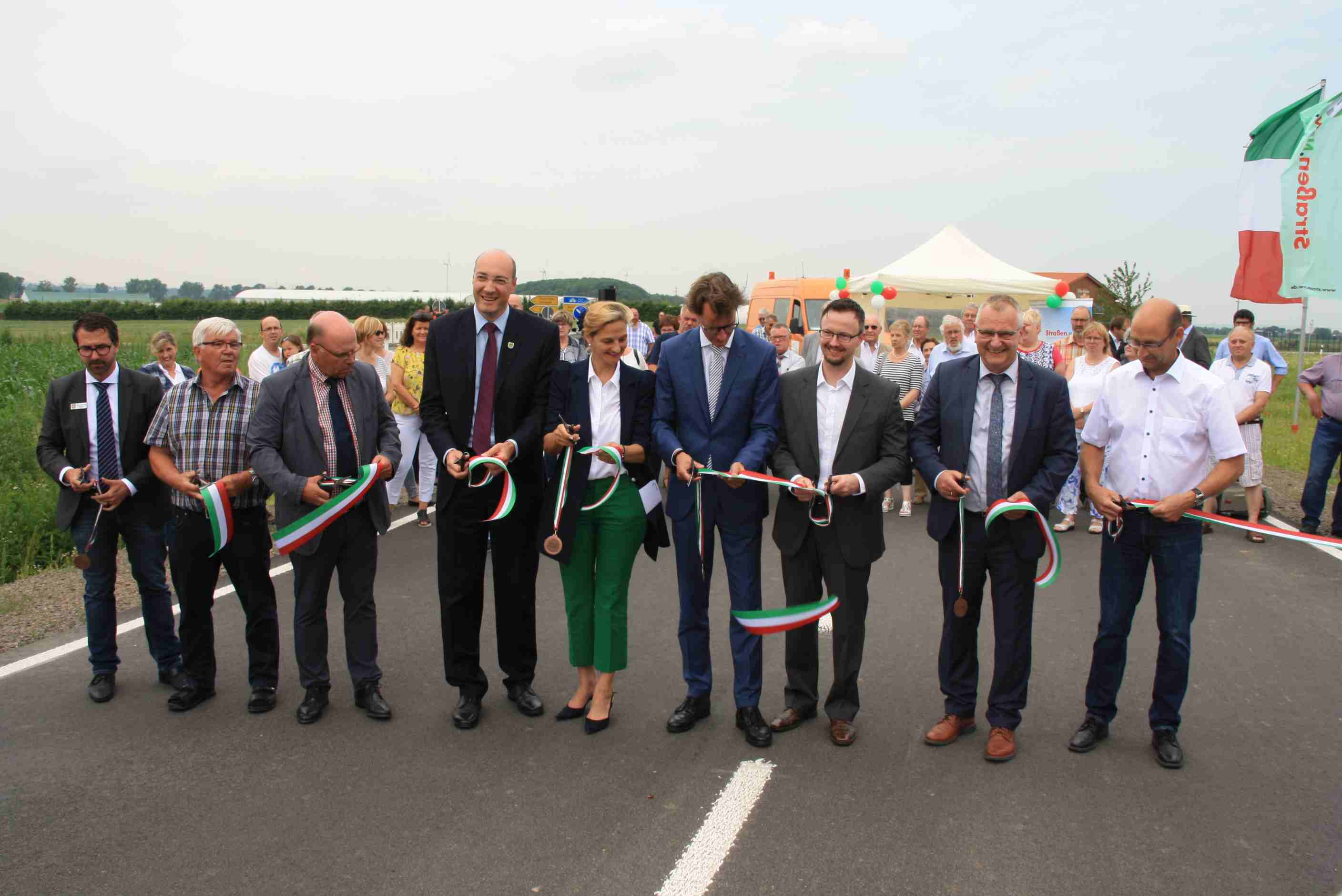
Einweihung der Ortsumgehung Frauwüllesheim

Etwa 30 Jahre lang wurde eine Ortsumgehung für den Ort geplant. Westlich von Frauwüllesheim treffen die L 327 und die L 264 sowie die L 271 und die L 264 aufeinander. Am 11. Juni 2016 weihte NRW-Verkehrsminister Hendrik Wüst den 1. Bauabschnitt offiziell ein; die fertige Ortsumgehung wurde am 11. Juni 2018 eingeweiht.
Im ÖPNV wird der Ort von Rurtalbus mit den AVV-Linien 228 und 230 bedient. Bis zum 31. Dezember 2019 wurde der Busverkehr vom BVR Busverkehr Rheinland erbracht. Zudem verkehrt die Linie N2.
| Linie | Verlauf |
| ----- | --- |
| 228   | Binsfeld – Rommelsheim – Frauwüllesheim – Irresheim – Hochkirchen – Nörvenich Alter Bf                                                                            |
| 230   | Düren Bf/ZOB – StadtCenter – Gneisenaustraße – Binsfeld (→ Rommelsheim) – Frauwüllesheim – Isweiler – Kelz – (Vettweiß –) Gladbach – Poll – Dorweiler – Pingsheim |
| N2    | Nachtbus: nur in den Nächten Fr/Sa und Sa/So Düren Bf/ZOB → Kaiserplatz → Merzenich → Nörvenich → Vettweiß → Stockheim → Binsfeld                                 |

## Baudenkmäler
- Schwarzes Kreuz
- Pfarrkirche Frauwüllesheim
- St.-Nikolaus-Kapelle (Isweiler)
- Alter Friedhof
- Wegekreuz Weißfrauenhofstraße

## Bodendenkmäler
- Bunker Isweiler

## Persönlichkeiten, Töchter und Söhne
- Hermann Josef Wallraff (1913–1995), Theologie, Jesuit und Hochschullehrer
- Fritz Theilen (1927–2012), Widerstandskämpfer
- Eva Wiedemann (* 1988), Schauspielerin

## Sonstiges

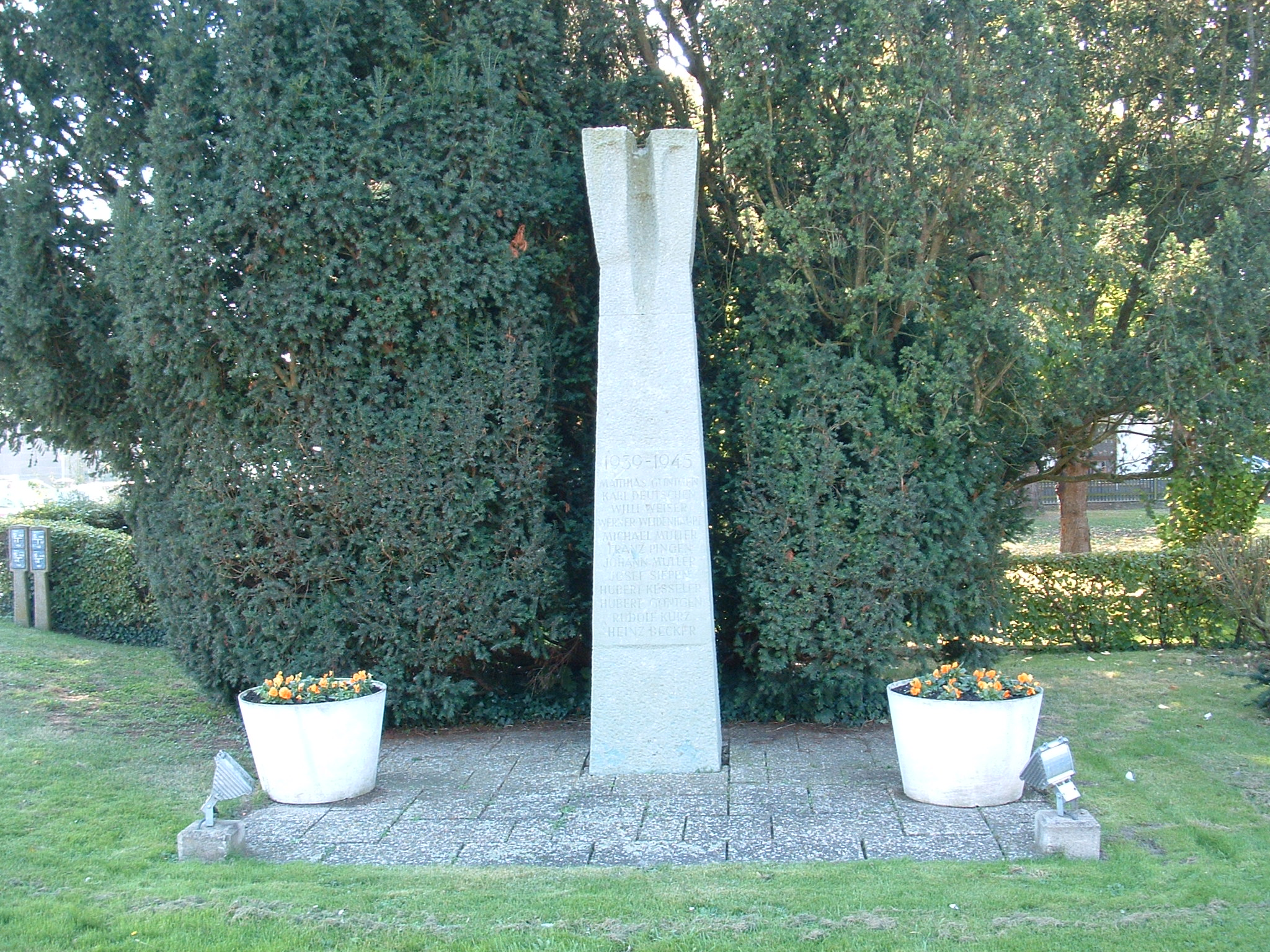
Das Ehrenmal

- In Frauwüllesheim war es üblich, dass dort am 27. Dezember viele Leute eine oder zwei Flaschen Wein mit in die Pfarrkirche brachten und segnen ließen. Der gesegnete Johanneswein wurde bei Schwächeanfällen und Krankheiten als Medizin eingenommen. Für die Kinder war der Johannessegen ein besonderes Ereignis. Sie durften an diesem Tag das einzige Mal im Jahr einen Schluck Rotwein zu sich nehmen.
- Das Ehrenmal im Einmündungsbereich Brigidastraße/Mittelstraße wurde 1966 vom Künstler Ulrich Rückriem geschaffen. Die Stele besteht aus fünf Elementen.
- Das zum 31. Dezember 1939 aufgelöste Amt Binsfeld hatte seinen Sitz in Frauwüllesheim.
- Siehe auch: Wasserturm Frauwüllesheim